# Gregorio Gutiérrez González
Gregorio Gutiérrez González (ur. 9 maja 1826 w La Ceja del Tambo, zm. 6 lipca 1872 w Medellín) – poeta kolumbijski.

## Życiorys
Gregorio Gutiérrez González urodził się 9 maja 1826 w La Ceja del Tambo. Jego rodzicami byli José Ignacio Guriérrez y Arango i Inés González y Villegas. Uczył się najpierw w mieście Antioquia, a potem w Medellín. Studiował literaturę i filozofię w Seminarium Archidiecezjalnym w Bogocie i prawo w Kolegium Św. Bartłomieja na Uniwersytecie Narodowym. W 1847 obronił doktorat i uzyskał prawo do wykonywania zawodu adwokata.
Ożenił się z Julianą Isazą Ruiz, siostrą biskupa Medellín – José Joaquína Isazy. Rezultatem tego związku było liczne potomstwo. Poeta zmarł 6 lipca 1872 w Medellín, w wieku czterdziestu sześciu lat.

## Twórczość
Poezja Gregoria Gutiérreza Gonzáleza w prostej formie wersyfikacyjnej wyraża uczucia i przekazuje opisy zwyczajów zwykłych mieszkańców Kolumbii. Najważniejszym dziełem poety jest poemat opisowy Memoria científica sobre el cultivo del Maíz en Antioquia (Traktat naukowy o uprawie kukurydzy). Utwór ten wyraża lokalny patriotyzm i w pewnym stopniu pełni rolę eposu narodowego. Jest napisany jedenastozgłoskowcem ujętym w strofy czterowersowe. W niektórych miejscach poeta stosuje aliterację: Vestidos todos de calzón de manta,/Y de camisa de coleta cruda. Opisy przyrody mieszają się w nim z przedstawieniem miejscowych zwyczajów. Końcowa część poematu jest poświęcona żniwom i uroczystym dożynkom. Iberoamerykański patriotyzm Gregoria Gutiérreza Gonzáleza mieści się w szerszym nurcie zapoczątkowanym przez Andrésa Bello. Do najpopularniejszych wierszy poety zaliczają się utwory: Aures, ¿Por qué no canto?, A Julia, A los Estados Unidos de Colombia, Canción, A Dos Amigos i En El Cementerio.